# グスタフ・アドルフ・ロイターホルム

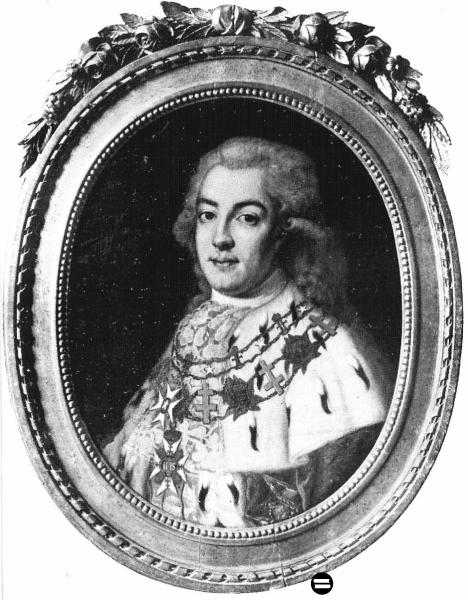
グスタフ・アドルフ・ロイターホルム

グスタフ・アドルフ・ロイターホルム（Gustaf Adolf Reuterholm、1756年7月7日 - 1813年12月27日）は、スウェーデンの貴族・政治家である。1792年から1796年にかけて、グスタフ4世アドルフの摂政政府において実権を握り、事実上の摂政として行動した。

## 経歴
短期間の軍歴を経てグスタフ3世妃ソフィア・マグダレーナの侍従長に任命され、当時セーデルマンランド公であった王弟カールと親密な関係を築いた。一方で、グスタフ3世の治世を通じて、自身が同志と共にスオメンリンナ要塞で設立した秘密結社ヴァルハラ騎士団を介して密かに反グスタフ3世の姿勢を貫いた。
ロイターホルムは1789年の陰謀にも関与していた。1789年秋、セーデルマンランド公カール妃ヘートヴィヒ・エリーザベトがグスタフ3世を追放し、夫を王位に就けることを画策した。ヘートヴィヒ・エリーザベトは1772年スウェーデン憲法を国王が啓蒙貴族を率いるために有用であると考えて理想とし、第一次ロシア・スウェーデン戦争と統合および国防法を通じて反グスタフ3世派の主導的地位にあった。ヘートヴィヒ・エリーザベトはエステルイェートランド公フレドリク・アドルフやロイターホルムと協力し、時宜を得てカールを統合および国防法への反対の旗頭とすることを計画した。しかし、いざその時を迎えるとカールはそれを拒否し、クーデターは事実上中止に追い込まれた。
これにより、1789年にロイターホルムは他の不満分子とともにグスタフ3世により投獄された。

## スウェーデンの支配者
ロイターホルムはグスタフ3世暗殺時には国外にいたが、14歳で即位したグスタフ4世アドルフの摂政にカールが立てられると直ちに呼び戻され、1793年に枢密院のメンバーとなった。当初、報道を自由化するなど自由主義的な体制を採るような姿勢を見せたが、実際にはそれをグスタフ3世の築いた政治体制を覆すためにのみ利用し、グスタフ・マウリッツ・アルムフェルトやヨハン・クリストファー・トールなどといった強硬なグスタフ3世派を弾圧した。グスタフ党の反発は、1794年のアルムフェルトの陰謀として露わになった。
摂政政府の終焉が見えてくると、ロイターホルムはエカチェリーナ2世の孫娘アレクサンドラ・パヴロヴナをグスタフ4世と結婚させ、ロシアと同盟を結ぶことに傾倒した。これはアレクサンドラ・パヴロヴナが正教から改宗しないことを嫌気したグスタフ4世が婚約を拒否したことから頓挫した。一方、国内ではロイターホルムがフランス共和国またはアメリカ合衆国の憲法に関連するものを印刷するすべての印刷業者は特権を失うと脅したことに反発する小規模な暴動が起き、これを警戒したロイターホルムは政府の超反動的姿勢を和らげざるを得なかった。1795年3月には、スウェーデン・アカデミーの就任演説でA・G・シルヴァーシュトルプが1789年のクーデターを認めないと述べたことから、スウェーデン・アカデミーを閉鎖させている。
1796年にはスウェーデン王立科学アカデミー会員に選出された。

## 追放
1796年11月1日にグスタフ4世が親政を開始すると、ロイターホルムはストックホルムから追放された。その後12年間に渡って国外でテンペルクロイツ（Tempelcreutz）という名で過ごした。1809年のクーデターに際してスウェーデンに帰国したが、かつての友カール13世への接触の一切を拒否されて国を去った。1813年12月27日シュレースヴィヒ公国で亡くなり、スウェーデンのストレングネース大聖堂に埋葬された。